# Doom VFR
Doom VFR è la versione realizzata in realtà virtuale del videogioco Doom, pubblicata nel 2017 per PlayStation 4 e Microsoft Windows dalla Bethesda Softworks.

## Modalità di gioco
Nel gioco si impersona il personaggio di Doom con grafica e risoluzione aumentata rispetto ai giochi precedenti, utilizzando le periferiche di realtà virtuale HTC Vive o PlayStation VR.
Nel gioco esistono 5 livelli di difficoltà:
- Troppo giovane per morire, la più semplice;
- Fatemi male, difficoltà intermedia;
- Ultra-Violenza, difficoltà difficile;
- Incubo, difficoltà molto difficile dove non è possibile tornare in vita;
- Ultra-Incubo, difficoltà impossibile dove non è possibile tornare in vita.

## Accoglienza
Rosario Salatiello di Multiplayer.it trovò che la pecca più grande di Doom VFR fosse la sua durata. Se l'avventura fosse stata più lunga di una manciata di ore, sarebbe stato un titolo da cui prendere esempio, sia per il suo genere che non, nell'ambito della realtà virtuale. Doom VFR si faceva comunque apprezzare, ma per un tempo che permetteva solo di avere un piccolo "antipasto" di ciò che era possibile realizzare partendo da un'impostazione pensata per quel tipo di tecnologia. Concluse affermando che gli amanti della realtà virtuale e di Doom in generale, non dovevano comunque farselo scappare.
Francesco Serino di Everyeye.it trovò che Doom VFR non fosse affatto un brutto gioco bensì uno degli sparatutto potenzialmente più divertenti presenti su PSVR, tuttavia aveva il sapore di un'occasione sprecata. Tecnicamente se la cavava piuttosto bene, tanto da apparire come uno dei titoli più nitidi sulla realtà virtuale di Sony, ma il guaio era che gli sviluppatori erano riusciti a rendere poco efficaci tutti e tre i sistemi di controllo inclusi, proprio mentre nella "stanza accanto" veniva convertito Skyrim, che con due Move avrebbe fatto meraviglie. Terminò la recensione considerando anche il buon rapporto prezzo/longevità, Doom VFR si lasciava comunque giocare con piacere almeno una seconda volta.